# 箱根町
箱根町（日语：／ Hakone machi */?）是位於日本神奈川縣西部的町，隸屬於足柄下郡。轄區坐落在被海拔約1000公尺的山岳包圍的破火山口內側，當地人口則集中在國道138號與小田急箱根鐵道線的周邊地區。箱根町在室町時代後期由後北條氏統治，至江戶時代則成為小田原藩的領地。町內的箱根七湯在江戶時代作為溫泉勝地而開始發展，當地則在明治到大正年間發展成國際上具有高知名度的避暑與度假勝地。二戰結束後，當地的交通路網與觀光設施迅速發展，促使箱根町成為日本全國具代表性的國際觀光旅遊地之一。據統計，2010年至2019年，箱根町每年約有1700萬名以上的遊客到訪。而當地在向外通勤與就學上相當依賴東邊的小田原市。
箱根町為日本動畫師和導演庵野秀明於1995年至1996年執導的日本電視動畫《新世紀福音戰士》中，虛構組織特務機關NERV的本部「第3新東京市」的取景地之一。而位於町內的蘆之湖也是日本在每年1月舉辦的箱根驛傳去程區間的終點站。

## 地理
箱根町內約47.6%的面積被山林與原野覆蓋，僅0.3%的面積為農業用地。轄區坐落在被海拔約1000公尺的山岳包圍的破火山口內側。北部坐落著位於破火山口邊緣的金時山與明星岳等海拔1000公尺左右的山岳，東南部地區為箱根山前期中央火口丘群的淺間山、鷹巢山和屏風山。中央地帶則坐落著以神山為主峰的後期中央火口丘群，並且包含箱根駒岳和二子山等山岳。而轄區西部坐落著湖面標高725公尺的火山口湖蘆之湖，並以在湖中遊覽的箱根觀光船而聞名。箱根町全域皆位於富士箱根伊豆國立公園的範圍內。轄區全域也於2012年9月被指定為日本的地質公園。

### 氣候
由於箱根町內最高點與最低點的海拔落差達到約600多公尺，因此各地在夏季和冬季的氣溫差異也較大。根據統計，2022年町內各地的年均溫為12.2℃至16.1℃，年降雨量則為2654至2691毫米。而海拔較高的箱根與仙石原地區在冬季的降雪量較多。

## 歷史

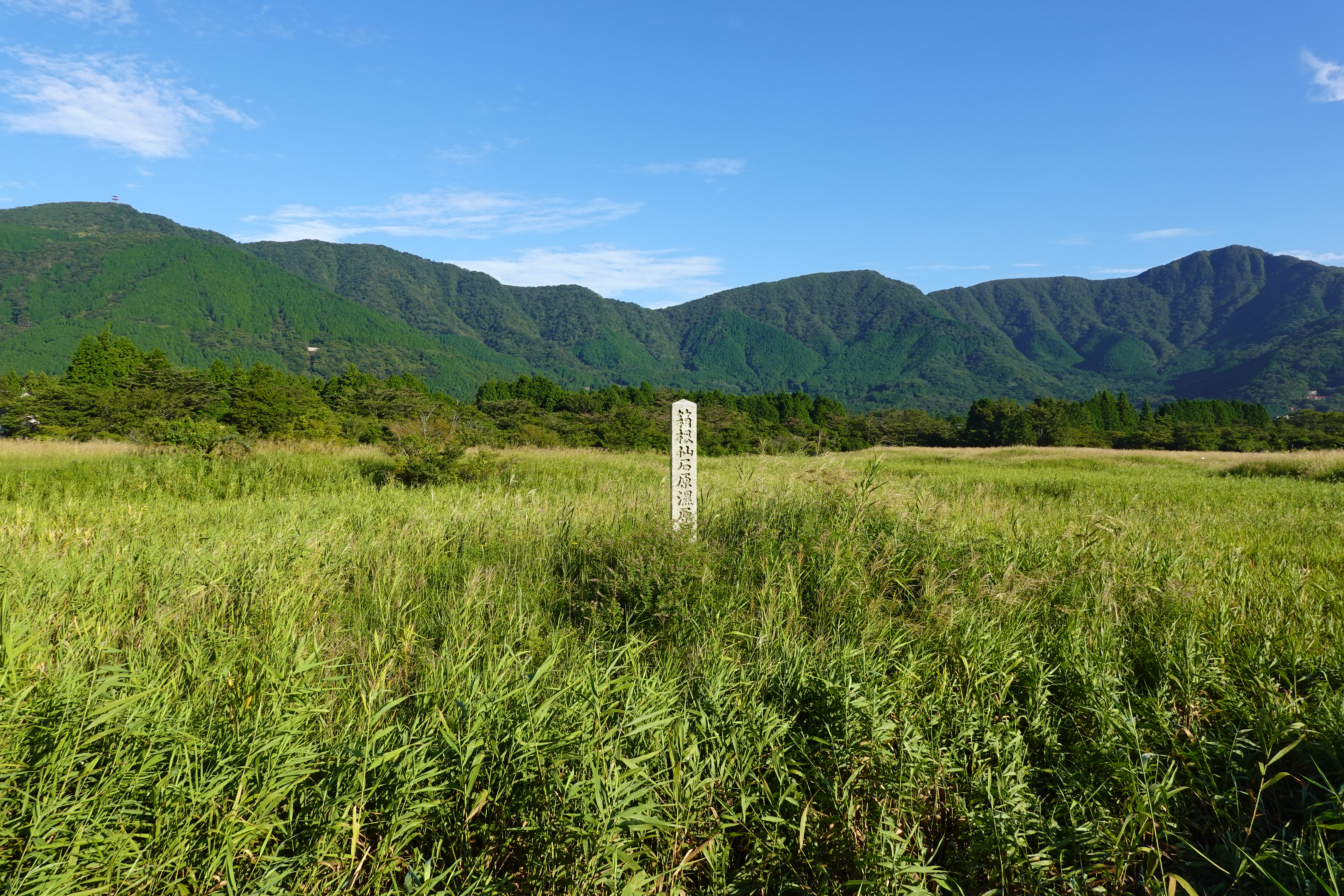
位於町內的仙石原

箱根町自古時便有人類居住，位於蘆之湯的朝日・弁天山遺跡曾發掘出舊石器時代晚期的刀形石器；而該遺跡附近的另一處遺址則出土過畑宿所生產的黑曜石，顯示約2萬年前已有人類為尋找黑曜石而進入箱根山。繩紋時代，當地的火山活動仍相當活躍，而境內的大井平遺跡、明神平遺跡等繩紋早期至中期的遺跡內皆發掘出土器與石器等文物。大約3000年前，神山的山體發生崩塌，使原本位於蘆之湖範圍內的仙石原因湖泊阻塞而逐漸變成濕地。該處的大原遺跡等遺址曾出土過彌生時代中期到後期的土器和石器，且因尚未發掘出住居的遺構，因此被認為在該時期種植水稻的可能性較低。而大原遺跡則另外出土過磨製石斧與狗骨頭等文物。

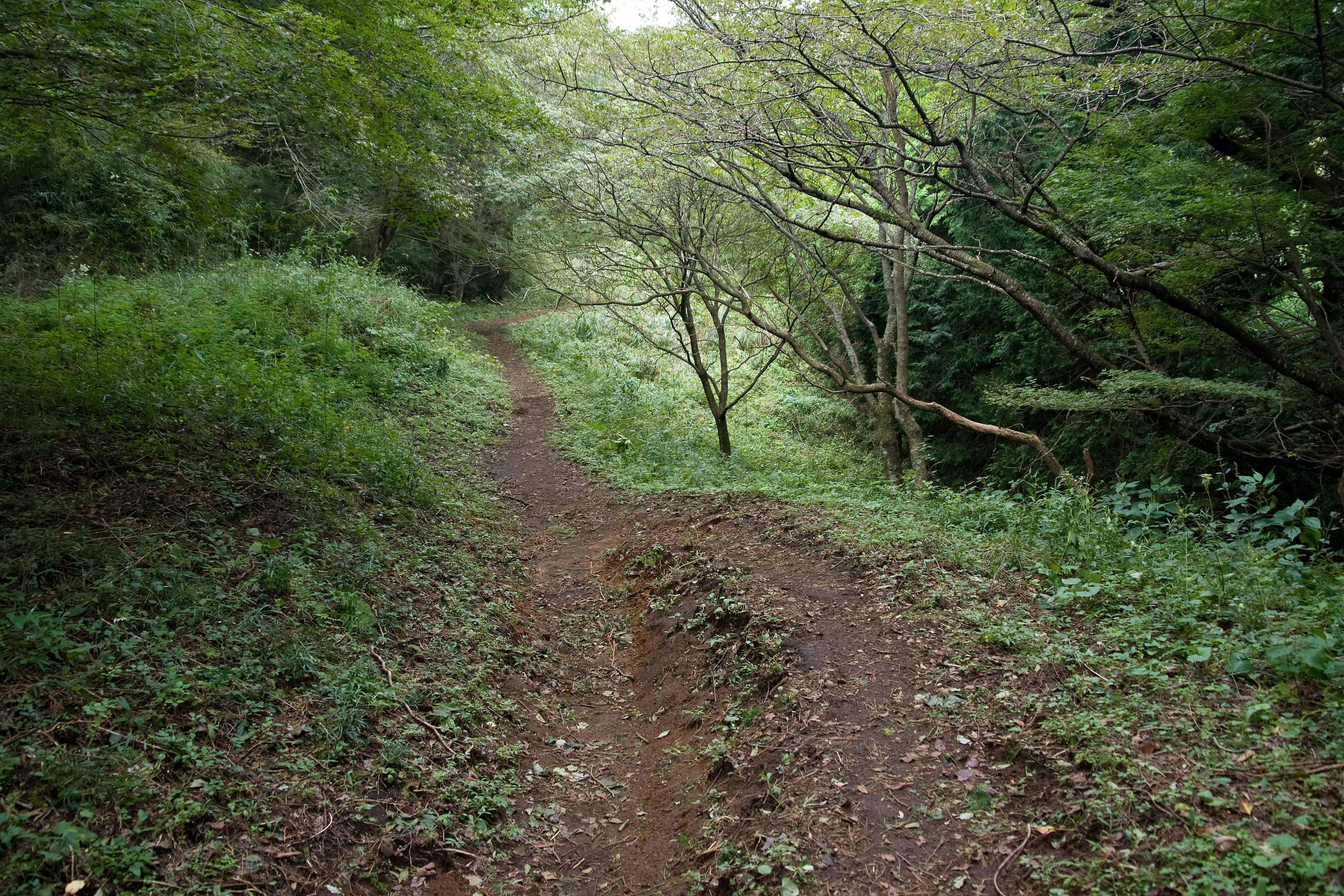
湯坂路
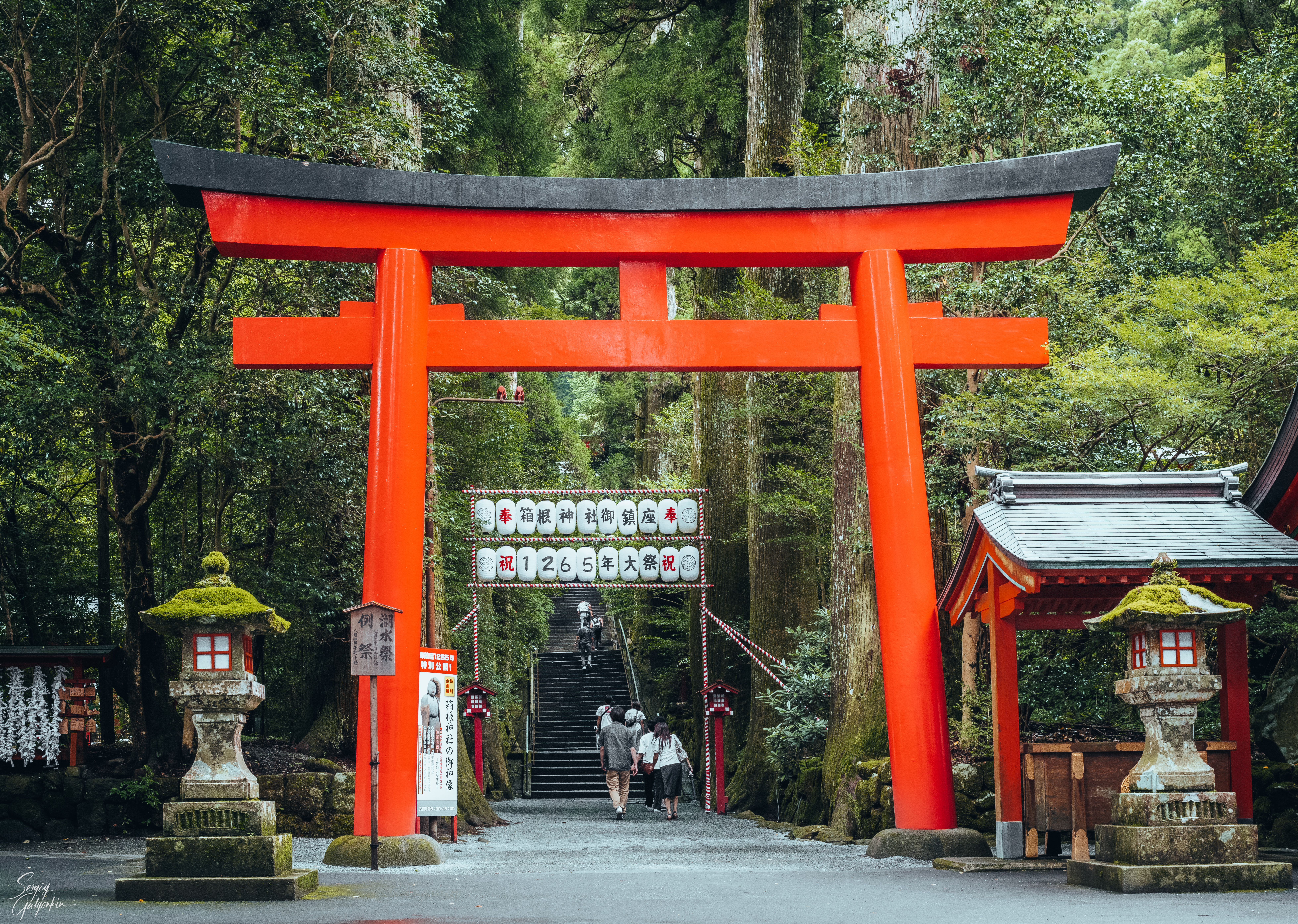
箱根神社入口的鳥居

箱根町在古代的史書中常被記載為「筥荷」或「筥根」。由於古代的東海道從駿河國前往相模國時難以翻越丹澤山地，因此採用經過箱根地區並翻越足柄峠的足柄道做為通道。延曆19年至21年（800年至802年），富士山發生火山噴發（延曆大噴發），使足柄道被火山的噴發物阻塞而難以行走。因此日本朝廷於延曆21年（802年）左右開闢筥荷途作為臨時的官道，但隔年足柄道即修復完畢並恢復使用。天平寶字元年（757年），僧人萬卷在現今箱根神社的位置興建名為「箱根三所權現（箱根權現）」的社殿。而據「筥根山緣起並序」的記載，當時的箱根山為許多修行僧人的修行之處，並且成為山岳信仰的聖地之一。
鎌倉時代，當地穿越箱根山的道路改為自湯本行經湯坂山與鷹巢山等山岳的山稜線，再從蘆之湖的湖畔翻越箱根峠並通往駿河國三島的湯坂路。雖然現今尚無法確認日本紀略在延曆21年（802年）的條目中記載的「筥荷途」是否為湯坂路。但根據吾妻鏡於治承4年（1180年）的記載，在石橋山之戰中戰敗的北條時政與其子北條宗時「經筥根湯坂欲赴甲斐國」。因此推測湯坂路約在平安時代末期修築而成。而鎌倉幕府的首任將軍源賴朝因為在石橋山之戰中戰敗時被箱根權現的別當行實與其弟永實救助，因此對於箱根神社有著相當深厚的信仰，並於同年10月16日寄進箱根神社。同時源賴朝也創立征夷大將軍參拜伊豆山神社與該神社的習俗（二所詣）。此後歷任鎌倉幕府將軍皆會在每年正月行經湯坂路參拜箱根神社，該神社也因此被稱為「關東守護」或「關東鎮守」。同時因往來湯坂路的人流在鎌倉時代逐漸增加，使該道路的起始點湯本發展成宿場，並且因御家人北條貞將曾在此進行湯治而以湯治場聞名，吸引許多旅人與湯治客。
室町時代，以駿東郡為據點的大森賴春因為在應永23年（1416年）的上杉禪秀之亂中立下戰功，而被第4代鎌倉公方足利持氏賜予小田原與箱根山一帶的地區。此後駿河大森氏在相模國的勢力開始擴大，並在15世紀末以小田原城為據點支配相模國西部。應仁元年（1467年）應仁之亂爆發後，後北條氏的初代當主北條早雲在攻下伊豆國後於明應4年（1495年）佔領小田原城，而箱根一帶則在後來成為後北條氏的領地。天正18年（1590年），後北條氏在小田原之戰中滅亡後，德川家康的家臣大久保忠世以4萬石入主足柄下郡在內的小田原藩（後提高至4萬5千石），並在貞享3年（1686年）大久保忠朝轉封回小田原藩後，由大久保氏統治箱根至明治維新時期。

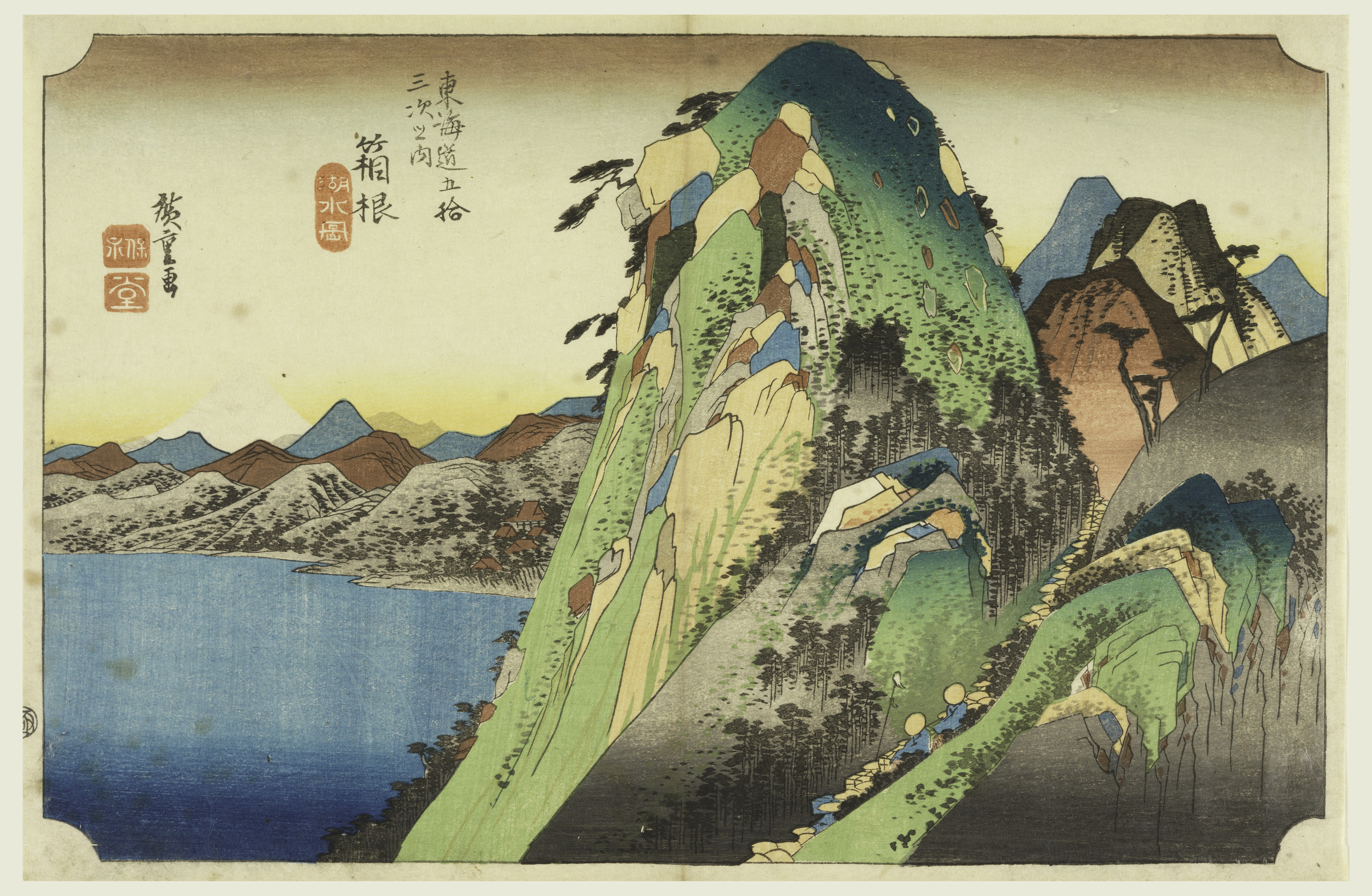
由歌川廣重所繪的箱根宿（「東海道五十三次・箱根」）
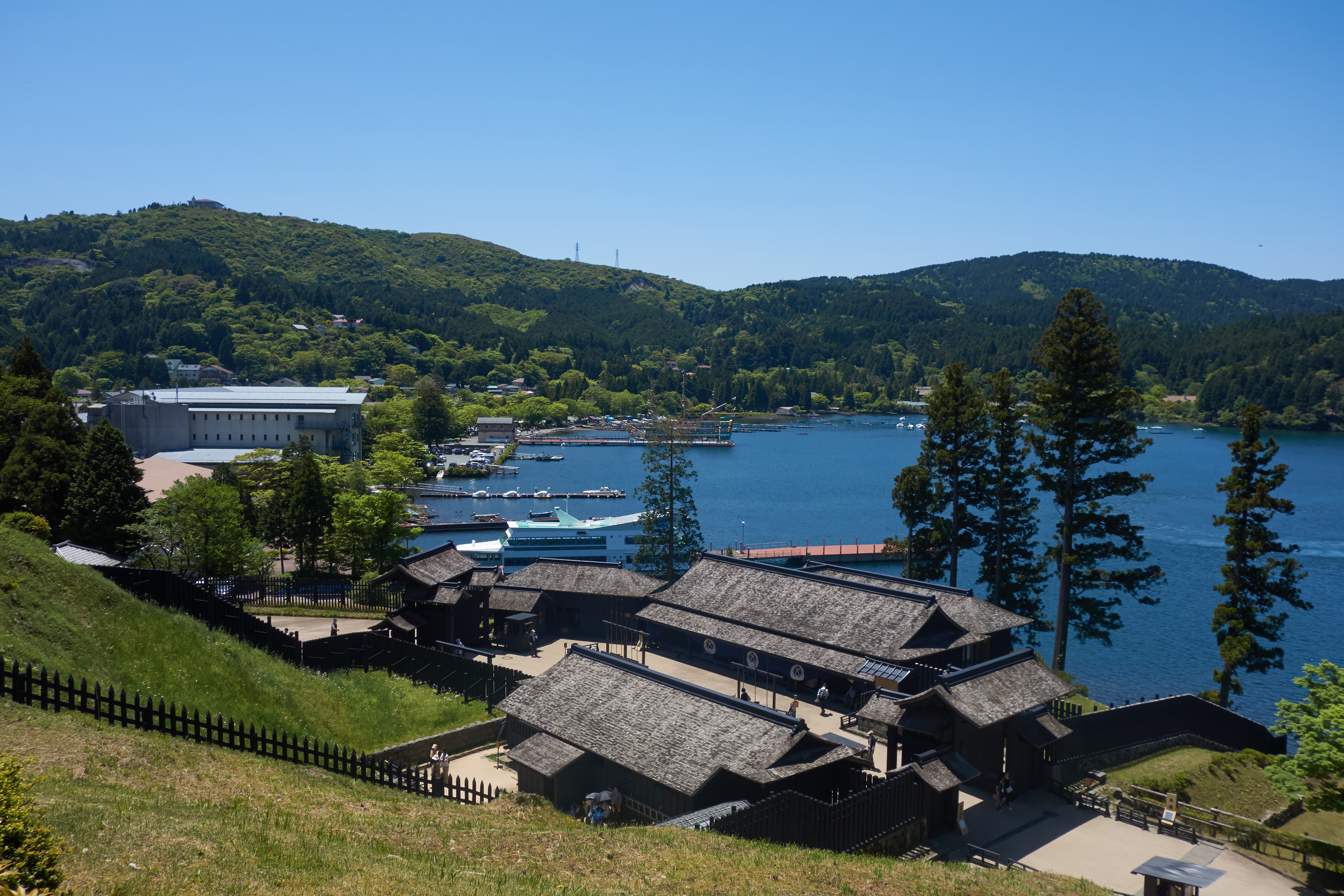
復原後的箱根關
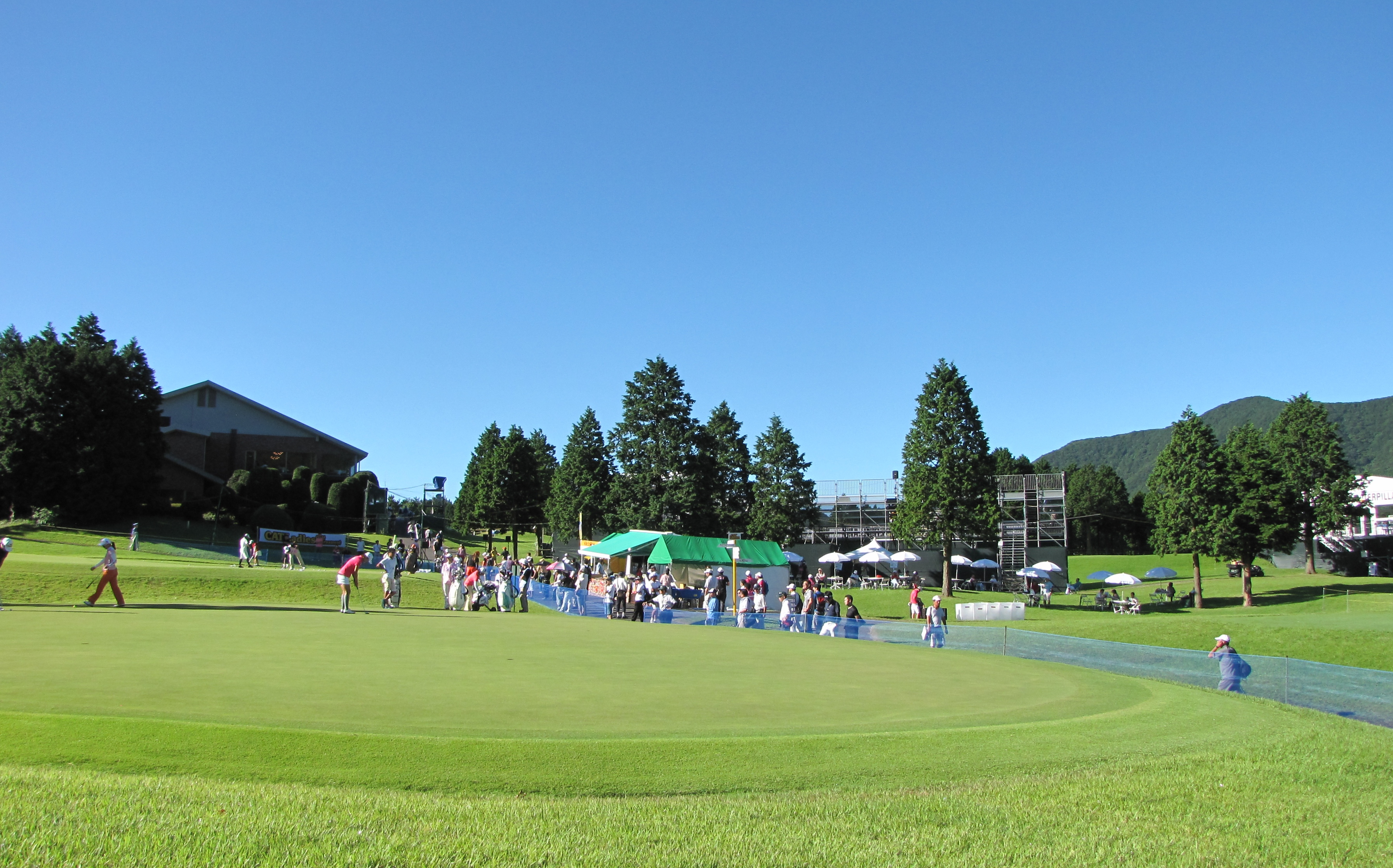
位於仙石原的高爾夫俱樂部
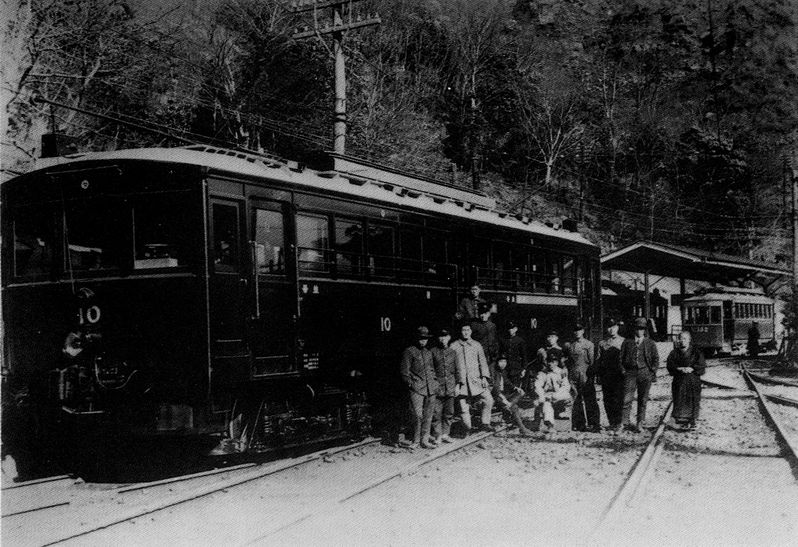
在箱根湯本站停靠的小田原電氣鐵道Chiki 2型電車（日语：小田原電気鉄道チキ2形電車）（1935年）

江戶時代，穿越箱根山的道路改為行經湯本的三枚橋後穿越畑宿，並進入山谷內的街道。而該街道在當時為東海道的主要道路之一，並在元和4年（1618年）於蘆之湖的東南岸設置箱根宿，使箱根地區逐漸發展成箱根宿的宿場町。而元箱根地區則作為箱根神社的門前町而發展。元和5年（1619年），江戶幕府在箱根宿北邊設置箱根關，並對於進入該關隘並攜帶鐵炮的人和離開該關隘的女性實施嚴格的規定（入鐵炮出女）。而同一時期，當地被合稱為箱根七湯的溫泉因距離江戶相當近，因此開始作為溫泉勝地而發展，並吸引湯治客與前往伊勢神宮參拜的旅客。
明治時代，關隘與宿場制度陸續被廢除，當地也開始吸引日本國內外的觀光客遊玩。明治37年（1904年），連接箱根七湯與蘆之湖畔的人力車道修築完後，箱根逐漸在國際上成為具有高知名度的避暑與度假勝地。而位於東京的西武鐵道、東急和其他大型觀光企業陸續在當地興建纜車、架空索道、高爾夫球場與遊樂園等觀光設施。大正8年（1919年），日本首條登山鐵道箱根登山鐵道在箱根町開通。昭和11年（1936年）2月，箱根地區全域被指定為富士箱根伊豆國立公園。昭和25年（1950年），小田急電鐵將服務區間延伸至箱根湯本站，而當地的交通路網與觀光設施也開始迅速發展，使箱根町成為日本全國具代表性的國際觀光旅遊地之一。
明治22年（1889年）4月1日，日本在當地實施町村制，並將境內的村落整合成箱根驛、湯本村、溫泉村 (神奈川縣)、宮城野村、仙石原村、元箱根村與蘆之湯村。明治25年（1892年）10月29日，箱根驛改制成箱根町。昭和2年（1927年）10月1日，湯本村改制成湯本町。昭和29年（1954年）1月1日，元箱根村與蘆之湯村併入箱根町。昭和31年（1956年）9月，箱根町和湯本町、溫泉村、宮城野村與仙石原村合併成現今的箱根町。大正12年（1923年）9月1日的關東大地震則在當地共造成101人死亡、254戶住宅全毀與797戶住宅半毀。

## 行政
現任町長勝俁浩行於2024年10月在選舉中成功連任，其任期將持續至2028年11月。此次選舉的投票率為50.62%，較上屆選舉下降近13個百分點。

## 人口
箱根町的總人口數自1960年開始便逐下滑，其中1995年至2000年間的減少人數更是達到2582人，而當時町內許多企業的保養所也陸續關閉停業。當地的人口數預估在2026年將減少至1萬人左右。而據統計，2020年當地的高齡人口占比為37.5%，遠高於神奈川縣及日本全國的平均值；而箱根町的出生率也長期低於該縣和日本全國的平均值。
| 箱根町人口分布圖 |                                               |  |
| 箱根町與日本全國年齡別人口分布比較圖 （2005年資料） | 箱根町的年齡、男女別人口分布圖 （2005年資料） |  |
| ■紫色是箱根町 ■綠色是全国 | ■藍色是男性 ■紅色是女性                       |  |
| 箱根町人口變化 \| 1970年 \| 21,299人 \| \| \| 1975年 \| 20,816人 \| \| \| 1980年 \| 19,882人 \| \| \| 1985年 \| 19,792人 \| \| \| 1990年 \| 19,365人 \| \| \| 1995年 \| 18,411人 \| \| \| 2000年 \| 15,829人 \| \| \| 2005年 \| 14,206人 \| \| \| 2010年 \| 13,853人 \| \| \| 2015年 \| 11,786人 \| \| \| 2020年 \| 11,293人 \| \| |                                               |  |
| 資料來源：日本總務省統計中心提供之人口普查數據 |                                               |  |
| 1970年 | 21,299人                                      |  |
| 1975年 | 20,816人                                      |  |
| 1980年 | 19,882人                                      |  |
| 1985年 | 19,792人                                      |  |
| 1990年 | 19,365人                                      |  |
| 1995年 | 18,411人                                      |  |
| 2000年 | 15,829人                                      |  |
| 2005年 | 14,206人                                      |  |
| 2010年 | 13,853人                                      |  |
| 2015年 | 11,786人                                      |  |
| 2020年 | 11,293人                                      |  |

## 經濟

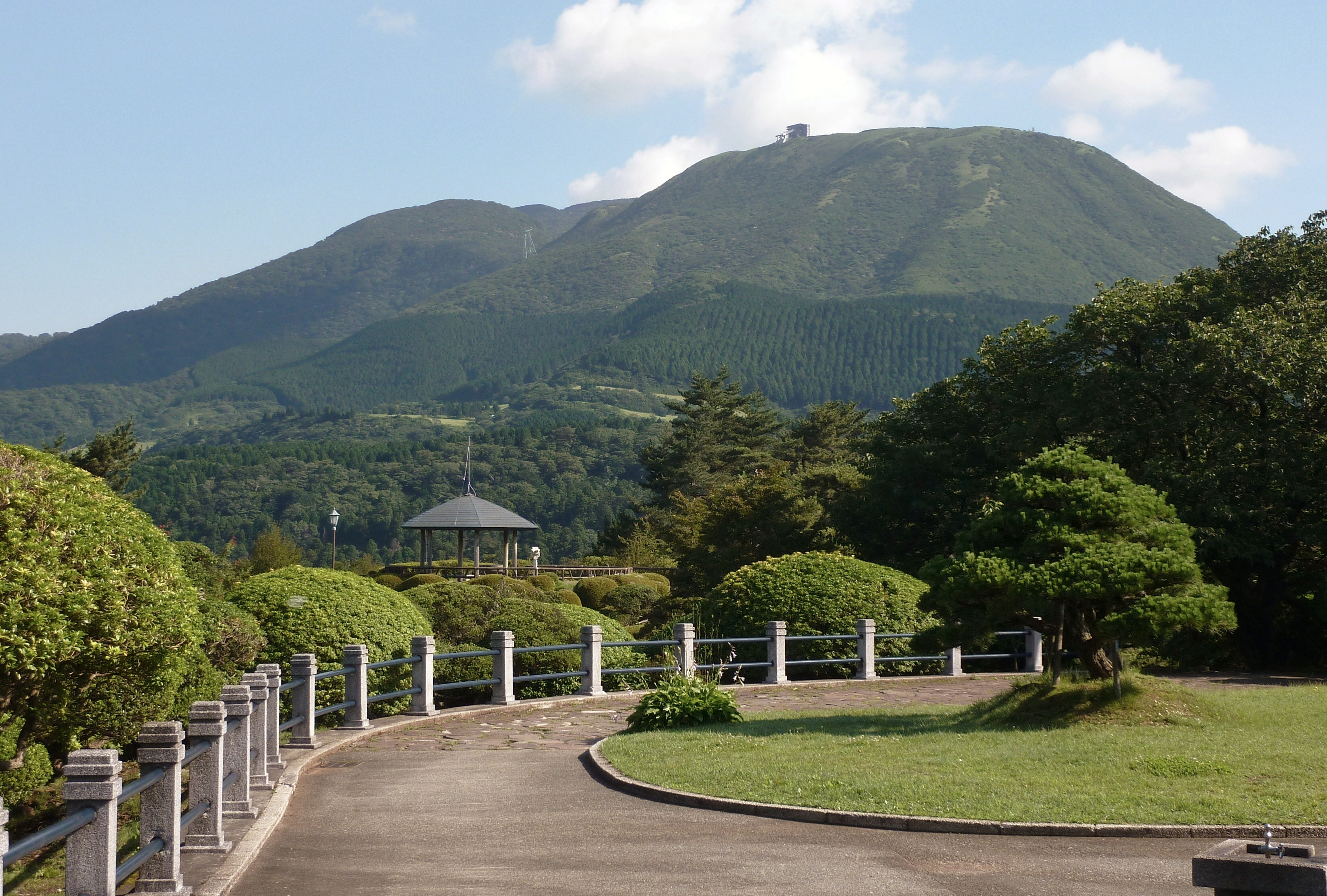
恩賜箱根公園與箱根駒岳
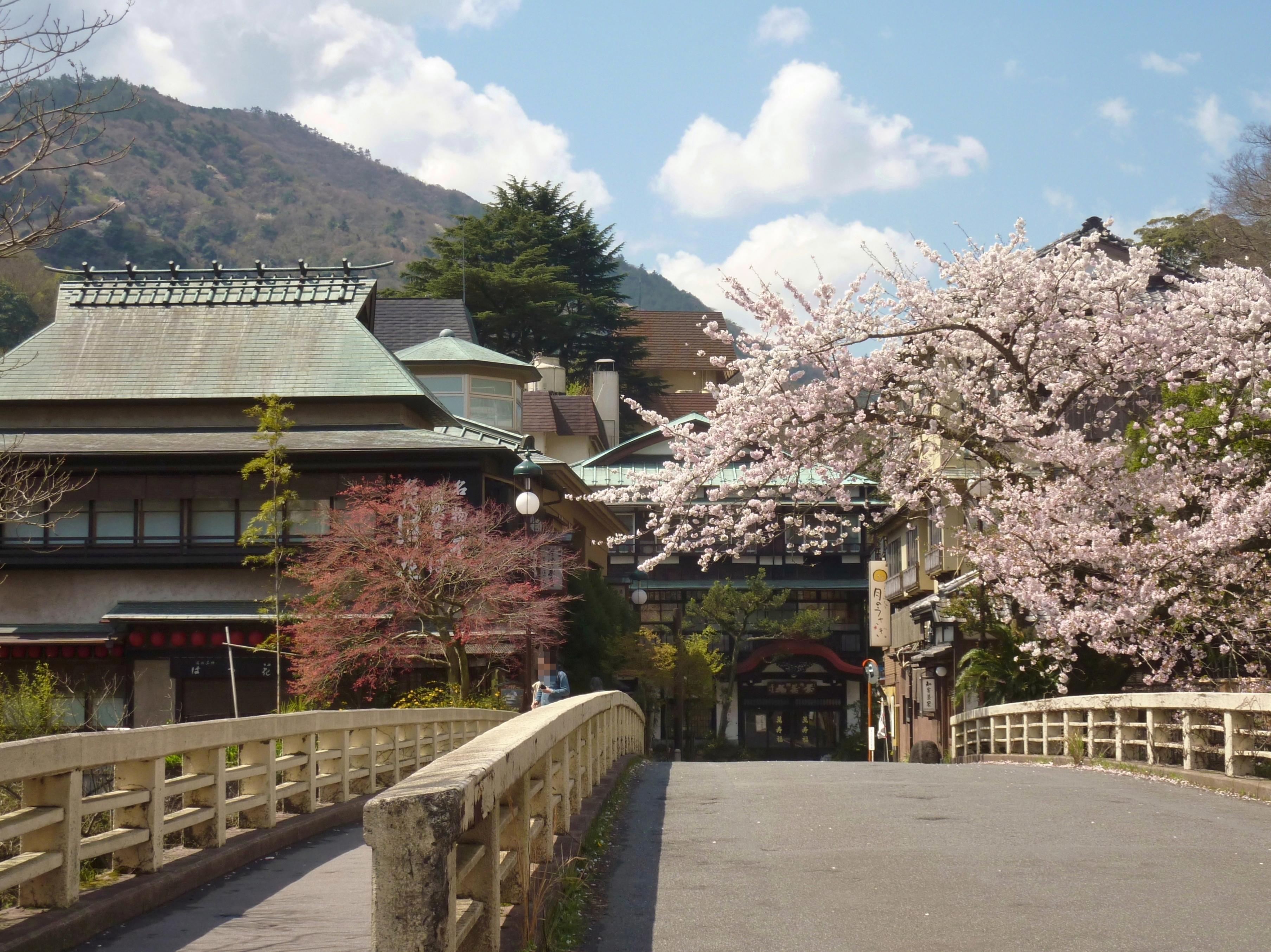
箱根湯本溫泉
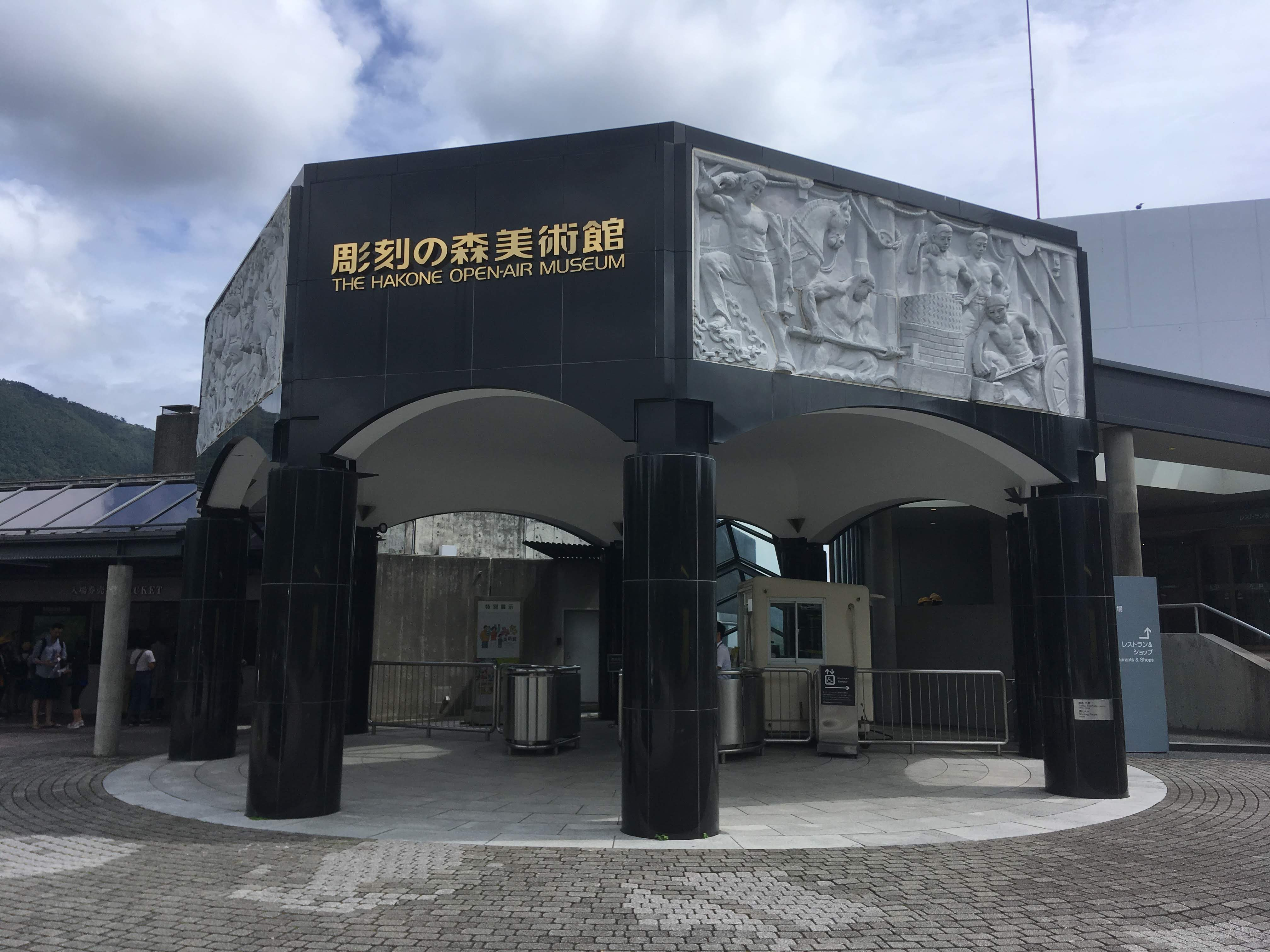
箱根雕刻森林美術館的入口
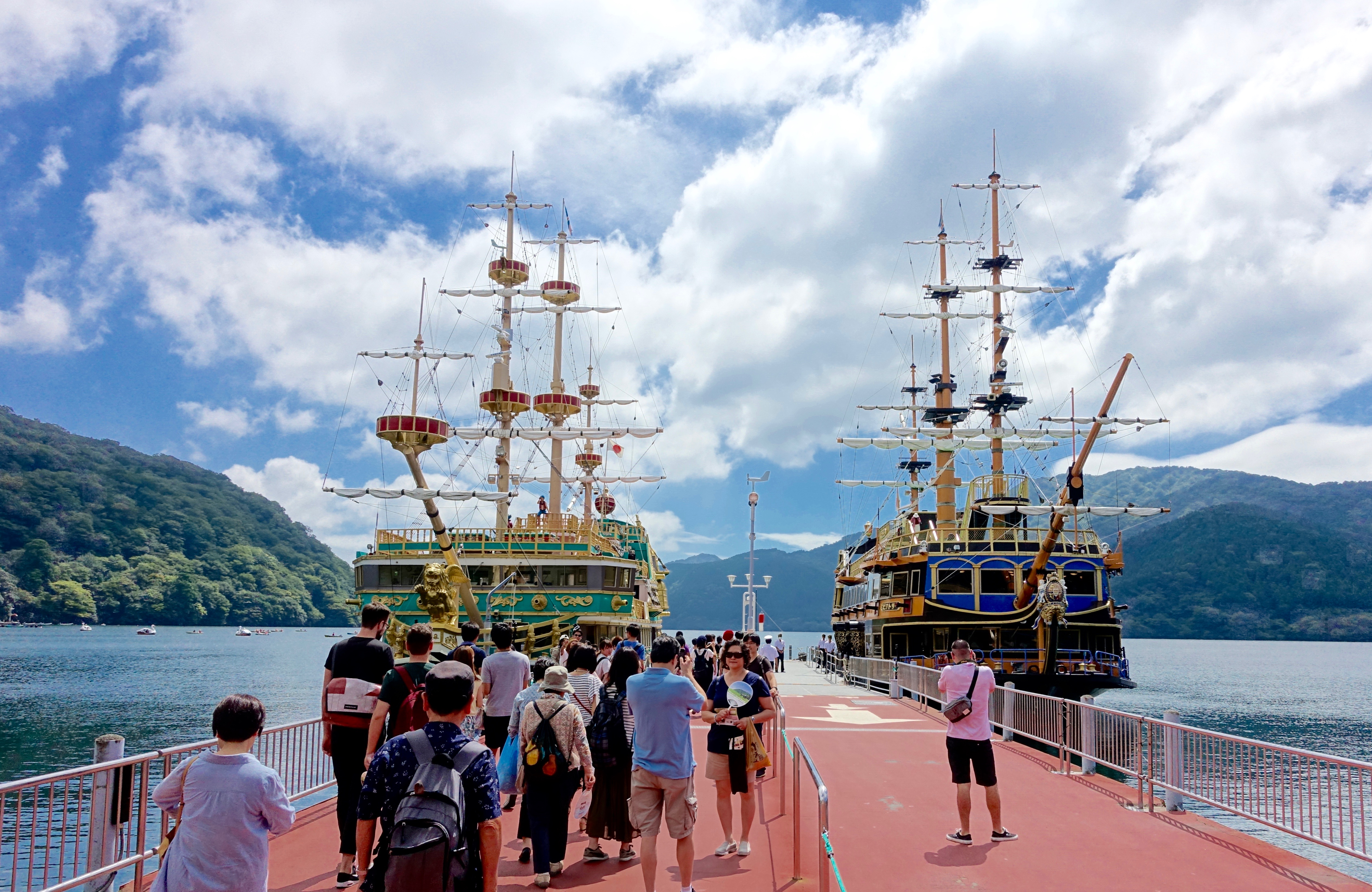
搭乘觀光船的遊客

根據日本2015年的國勢調查統計，箱根町的就業人口中約1.1%從事第一級產業，9.4%的就業人口從事第二級產業，85.7%則從事第三級產業。而根據同年的統計，當地從事住宿業與餐飲業的就業人口佔全町就業者總人數的45.2%。由於箱根町內擁有蘆之湖、箱根溫泉與箱根神社等景點，且距離東京都市圈僅1到2個小時的車程，因此吸引大量的國內外觀光客。根據統計，2010年至2019年，箱根町每年約有1737.6萬至2152萬名遊客到訪，其中大約七成以上的東京都與神奈川縣的遊客為造訪當地5次以上的的常客。2020年及2021年，當地的遊客數受到嚴重特殊傳染性肺炎疫情的影響而分別下滑至1257萬和1350萬；其中2020年的觀光客總數創下箱根町自1972年開始紀錄以來的新低。2023年則回升至1951萬人。據當地的觀光協會統計，2024年1月至11月造訪箱根町的外國遊客數超過73萬人，創下自2019年以來的新高。而當地的觀光客消費總額在2022年達到813.2億日圓，高於2019年的739.5億日圓；入湯稅的收入總額則為5億5143萬日圓，位居全日本的市町村及行政區之首。

## 教育
箱根町內共有5所公私立的小學校、2所公私立中學校與1所私立的高等學校（函嶺白百合學園高等學校）。根據2023年5月的統計，町內共有280名小學生、220名中學生與20名高等學校的學生。

## 交通

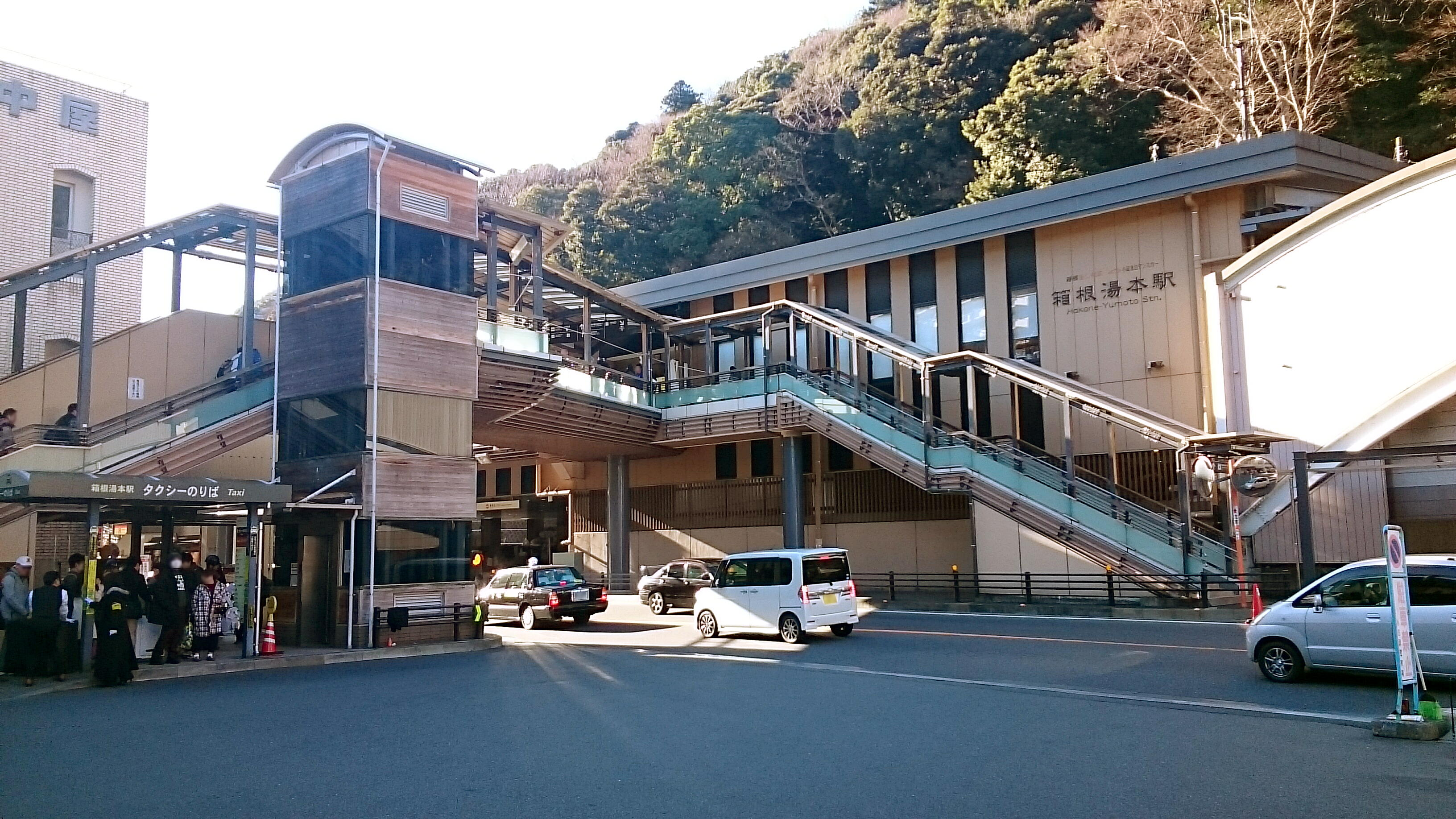
箱根湯本站
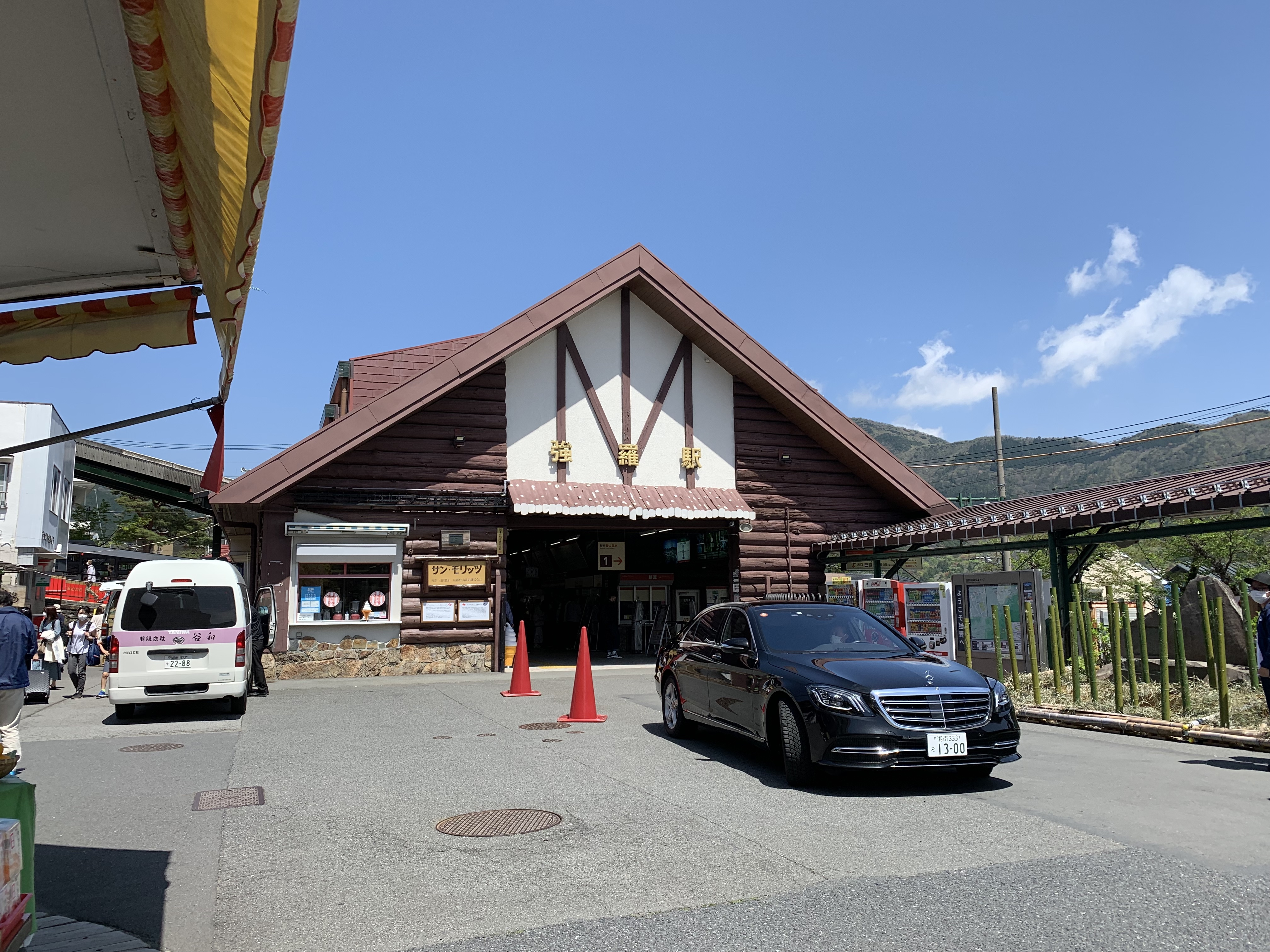
強羅站
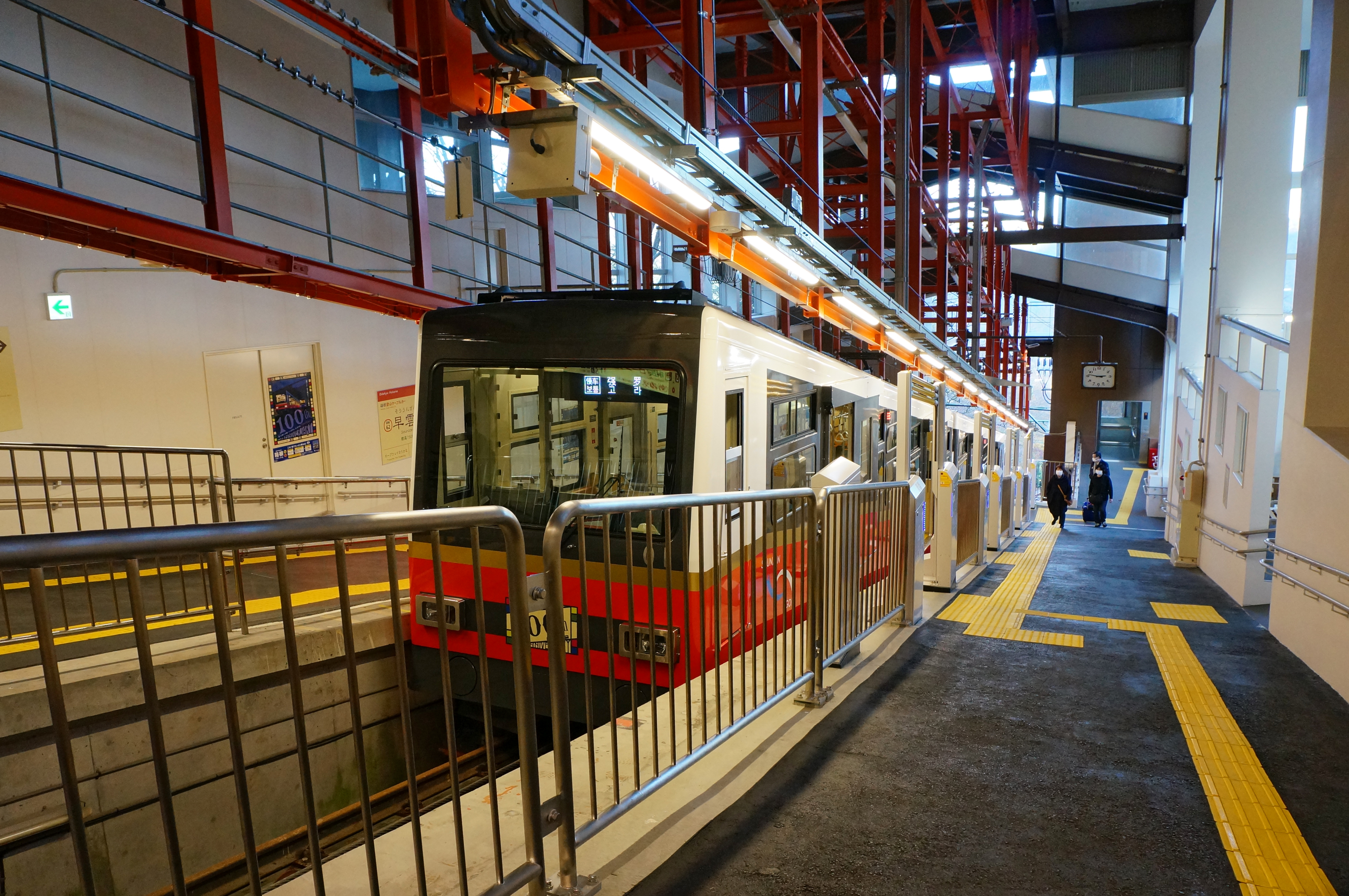
早雲山站內的鋼索線列車
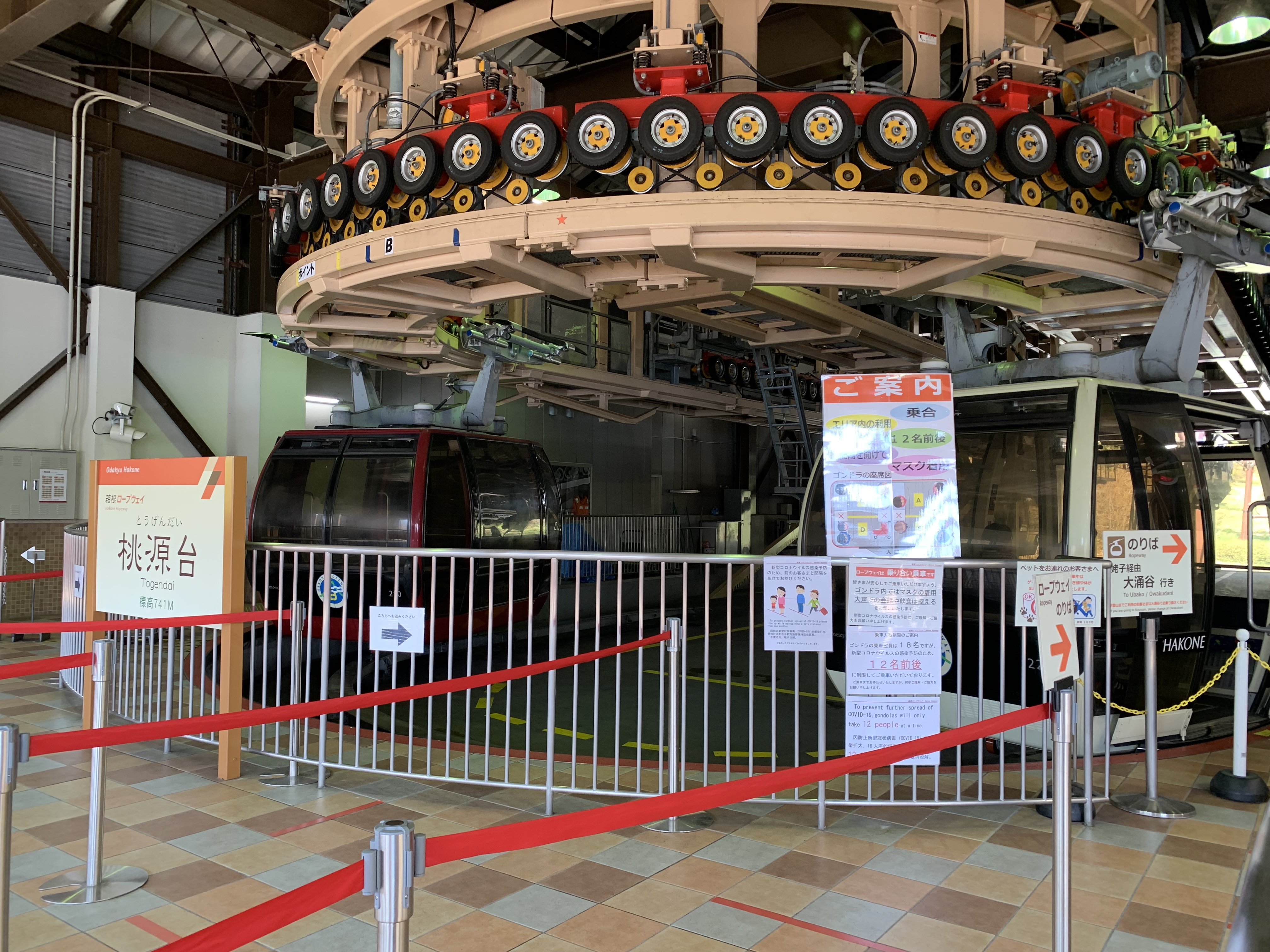
桃源台站內的纜車

國道1號與其繞行道路箱根新道穿越箱根町的東部地帶，通過轄區西北部的國道138號則在宮之下附近與國道1號交會。鐵路與架空索道方面，小田急箱根的鐵道線、鋼索線與箱根空中纜車皆通過箱根町內。位於強羅的強羅站為鐵道線的終點站，也是鋼索線的起點站；早雲山站則為鋼索線的終點與箱根空中纜車的起點。鐵道線在町內由東往西另設箱根湯本站、塔之澤站、大平台站、宮之下站、小涌谷站與雕刻之森站，鋼索線往西南設置公園下站與中強羅站等共4座車站，箱根空中纜車則另設大涌谷站、姥子站與桃源台站。

## 友好城市
箱根町與以下日本行政區為友好城市:
| 市町村   | 都道府縣 | 締結日期     |
| -------- | -------- | ------------ |
| 洞爺湖町 | 北海道   | 1964年7月4日 |

箱根町與以下外國行政區為友好姐妹城市:
| 國家   | 城市                           | 締結日期      |
| ------ | ------------------------------ | ------------- |
| 加拿大 | 賈斯珀（亞伯達省）             | 1972年7月4日  |
| 新西兰 | 陶波（懷卡托大區陶波郡）       | 1987年10月7日 |
| 瑞士   | 聖莫里茲（格勞賓登邦馬洛亞區） | 2014年11月2日 |

### 期刊
1. ↑  野瀬元子.  . 東洋大学大学院紀要. 2008, (45): pp.31-56. ISSN 0289-0445.

### 統計資料
1. ↑  神奈川県福祉子どもみらい局 子どもみらい部 私学振興課 《神奈川県私立学校名簿》 神奈川県庁，2024年5月1日。－(ウェブ版XLS )

### 引用
1. 1 2 3 4 5 6 7 8 9 10 11 12 13   (PDF). 箱根町役場. 2017-03  [2025-04-02]. （原始内容存档 (PDF)于2025-04-02） （日语）.
2. 1 2   (PDF). 箱根町役場. 2016-02  [2025-04-02]. （原始内容存档 (PDF)于2024-08-02） （日语）.
3. 1 2 3 4 5 6 7 8   (PDF). 箱根町役場. 2024-03  [2025-04-02]. （原始内容存档 (PDF)于2025-04-02） （日语）.
4. ↑  . 自由時報. 2016-10-09  [2025-04-02]. （原始内容存档于2025-04-02） （中文（臺灣））.
5. ↑  . 読売新聞社. 2021-03-24  [2025-04-02]. （原始内容存档于2021-04-17） （日语）.
6. ↑  . 講談社. 2015-12-30  [2025-04-02]. （原始内容存档于2025-04-02） （日语）.
7. ↑  . 聯合新聞網. 2024-02-03  [2025-04-02]. （原始内容存档于2025-04-02） （中文（臺灣））.
8. ↑  . 読売新聞社 箱根駅伝.   [2025-04-02]. （原始内容存档于2022-10-15） （日语）.
9. ↑  . NHK. 2025-01-02  [2025-04-02]. （原始内容存档于2025-01-24） （日语）.
10. ↑  . 朝日新聞社. 2025-01-02  [2025-04-02]. （原始内容存档于2025-04-02） （日语）.
11. ↑  . kotobank （日语）.
12. 1 2 3 4 5 6   (PDF). 箱根町役場. 2022-03  [2025-04-02]. （原始内容存档 (PDF)于2025-04-02） （日语）.
13. 1 2 3   (PDF). 箱根町役場. 2024-03  [2025-04-02]. （原始内容存档 (PDF)于2025-04-02） （日语）.
14. 1 2 3 4 5 6 7 8 9 10 11 12 13 14 15 16   (PDF). 箱根町教育委員会. 2020-03  [2025-04-03]. （原始内容存档 (PDF)于2025-04-03） （日语）.
15. ↑   (PDF). 箱根町役場. 2025-03  [2025-04-03]. （原始内容存档 (PDF)于2025-04-03） （日语）.
16. ↑  . kotobank （日语）.
17. ↑  . 箱根町役場.   [2025-04-02]. （原始内容存档于2024-12-25） （日语）.
18. ↑  . 朝日新聞社. 2024-10-19  [2025-04-02]. （原始内容存档于2025-04-02） （日语）.
19. ↑  . 産経新聞社. 2023-12-21  [2025-04-02]. （原始内容存档于2025-04-02） （日语）.
20. ↑  . 日本経済新聞社. 2014-08-30  [2025-04-02]. （原始内容存档于2025-01-14） （日语）.
21. ↑   (PDF). 環境省. 2015-02-23  [2025-04-01]. （原始内容存档 (PDF)于2024-05-29） （日语）.
22. ↑   (PDF). 環境省.   [2025-04-02]. （原始内容存档 (PDF)于2025-04-02） （日语）.
23. ↑  . 神奈川県庁. 2025-01-24  [2025-04-01]. （原始内容存档于2025-04-02） （日语）.
24. ↑  . 国土交通省觀光庁  地域観光資源の多言語解説文データベース. 2020  [2025-04-01]. （原始内容存档于2025-04-02） （日语）.
25. ↑  . 日本経済新聞社. 2012-09-24  [2025-04-01]. （原始内容存档于2012-09-30） （日语）.
26. 1 2 3 4 5 6 7 8 9 10 11  . kotobank.   [2025-04-02]. （原始内容存档于2025-04-02） （日语）.
27. ↑  . kotobank.   [2025-04-02]. （原始内容存档于2024-03-24） （日语）.
28. ↑  荒牧重雄  藤井敏嗣  中田節也  宮地直道.  (PDF). 山梨県環境科学研究所: 119-136. 2007  [2025-04-03]. （原始内容存档 (PDF)于2025-02-03） （日语）.
29. ↑  藤原冬嗣; 藤原緒嗣.  . 维基文库, 9 （中文）. 六月戊辰朔。日有蝕。癸酉。駿河国言。自去三月十四日、迄四月十八日、富士山巓自焼。昼即烟気暗瞑、夜即火光照天。其声若雷、灰下如雨。山下川水、皆紅色也。
30. ↑  藤原冬嗣; 藤原緒嗣.  . 维基文库, 10 （中文）. 乙丑。加征夷軍監已下軍士已上勲、各有等級也。▼是日。勅。駿河相摸国言。駿河国富士山、昼夜恒燎、砂礫如霰。求之卜筮、占曰。干疫。宜令両国加鎮謝、及読経、以壤災殃。
31. 1 2  藤原冬嗣; 藤原緒嗣.  . 维基文库, 10 （中文）. 甲戌。廃相摸国足柄路、開筥荷途、以富士焼砕石塞道也。
32. ↑  藤原冬嗣; 藤原緒嗣.  . 维基文库, 11 （中文）. 丁巳。廃相摸国筥荷路、復足柄旧路。
33. 1 2 3 4  . kotobank.   [2025-04-02] （日语）.
34. 1 2 3  . 神奈川県神社庁.   [2025-04-02]. （原始内容存档于2025-01-21） （日语）.
35. 1 2 3  . kotobank.   [2025-04-02] （日语）.
36. ↑  . 箱根町役場.   [2025-04-02]. （原始内容存档于2025-02-25） （日语）.
37. ↑   . 维基文库, 1 （中文）. 治承四年八月小廿四日甲辰。.........。其後。家義奉尋御跡參上。所持參武衛御念珠也。是今曉合戰之時。令落于路頭給。日來持給之間。於狩倉邊。相摸國之輩多以奉見之御念珠也。仍周章給之處。家義求出之。御感及再三。而家義申可候御共之由。實平如先諌申之間。泣退去訖。又北條殿。同四郎主等者。經筥根湯坂。欲赴甲斐國。
38. ↑   . 维基文库, 1 （中文）. 治承四年八月小廿四日甲辰。........。及晩。北條殿參着于椙山陣給。爰筥根山別當行實。差弟僧永實。令持御駄餉。尋奉武衛。而先奉遇北條殿。問武衛御事。北條殿曰。將者不遁景親之圍給者。永實云。客者若爲試羊僧短慮給歟。將令亡給者。客者不可存之人也者。于時北條殿頗咲而相具之。參將之御前給。永實献件駄餉。公私臨餓之時也。直已千金云々。實平云。世上属無爲者。永實宜被撰補筥根山別當軄者。武衛亦諾之給。其後以永實爲仕承。密々到筥根山給。
39. ↑   . 维基文库, 1 （中文）. 治承四年十月小十六日乙未。........。今夜。到于相摸國府六所宮給。於此處。被奉寄當國早河庄於箱根權現。其御下文。相副御自筆御消息。差雜色鶴太郎。被遣別當行實之許。御書之趣。存忠節之由。前々知食之間。敢無疎簡之儀。殊以可凝丹祈之由也。御下文云。奉寄　筥根權現御神領事  相摸國早河本庄  爲筥根別當沙汰。早可被知行也  
  右。件於御庄者。爲前兵衛佐源頼ー沙汰。所寄進也。全以不可有其妨。仍爲後日沙汰。注文書。以申。  治承四年十月十六日
40. 1 2  . kotobank.   [2025-04-02]. （原始内容存档于2023-06-27） （日语）.
41. 1 2  . kotobank.   [2025-04-03] （日语）.
42. ↑  . kotobank.   [2025-04-03] （日语）.
43. ↑  . kotobank.   [2025-04-03] （日语）.
44. ↑  . kotobank.   [2025-04-03]. （原始内容存档于2022-10-28） （日语）.
45. ↑  . kotobank.   [2025-04-03] （日语）.
46. ↑  . kotobank.   [2025-04-03] （日语）.
47. ↑  . kotobank.   [2025-04-03]. （原始内容存档于2024-12-03） （日语）.
48. ↑  . kotobank.   [2025-04-02] （日语）.
49. ↑  . kotobank.   [2025-04-02] （日语）.
50. ↑  . kotobank.   [2025-04-02] （日语）.
51. ↑  . kotobank.   [2025-04-02] （日语）.
52. ↑   (PDF). 箱根町役場. 2009-06  [2025-04-02]. （原始内容存档 (PDF)于2024-12-10） （日语）.
53. 1 2  . 箱根町役場.   [2025-04-02]. （原始内容存档于2025-04-02） （日语）.
54. ↑   (PDF). 箱根町役場. 2024-10-27  [2025-04-01]. （原始内容存档 (PDF)于2025-04-02） （日语）.
55. 1 2  . 神奈川新聞社. 2024-10-27  [2025-04-02]. （原始内容存档于2025-04-02） （日语）.
56. ↑   (PDF). 神奈川県庁. 2025-02-25  [2025-04-02]. （原始内容存档 (PDF)于2025-04-02） （日语）.
57. ↑   (PDF). 箱根町役場. 2018-03  [2025-04-02]. （原始内容存档 (PDF)于2024-12-10） （日语）.
58. 1 2   (PDF). 箱根町役場. 2022-03  [2025-04-01]. （原始内容存档 (PDF)于2024-12-10） （日语）.
59. ↑   (PDF). 箱根町役場. 2022-01  [2025-04-03]. （原始内容存档 (PDF)于2025-04-03） （日语）.
60. 1 2 3   (PDF). 箱根町役場. 2018-03  [2025-04-02]. （原始内容存档 (PDF)于2025-04-02） （日语）.
61. 1 2 3   (PDF). 箱根町役場. 2024-08  [2025-04-02]. （原始内容存档 (PDF)于2025-03-19） （日语）.
62. ↑  . 日本経済新聞社. 2021-06-03  [2025-04-01]. （原始内容存档于2025-04-02） （日语）.
63. ↑  . 朝日新聞社. 2021-06-04  [2025-04-01]. （原始内容存档于2025-04-02） （日语）.
64. ↑  . 読売新聞社. 2021-06-06  [2025-04-01]. （原始内容存档于2025-04-02） （日语）.
65. ↑   (PDF). 神奈川県庁. 2024-09  [2025-04-01]. （原始内容存档 (PDF)于2025-03-13） （日语）.
66. ↑  . タウンニュース. 2024-06-08  [2025-04-02]. （原始内容存档于2025-04-02） （日语）.
67. ↑  . NHK. 2024-06-17  [2025-04-10]. （原始内容存档于2025-04-03） （日语）.
68. ↑  . 読売新聞社. 2025-01-27  [2025-04-01]. （原始内容存档于2025-04-02） （日语）.
69. ↑  . 観光経済新聞社. 2024-04-16  [2025-04-02]. （原始内容存档于2024-12-02） （日语）.
70. ↑   (PDF). 箱根町役場. 2023-03  [2025-04-03]. （原始内容存档 (PDF)于2025-04-03） （日语）.
71. ↑  . 箱根町役場.   [2025-04-01]. （原始内容存档于2025-04-02） （日语）.
72. ↑   (PDF). 箱根町役場. 2007-02  [2025-04-02]. （原始内容存档 (PDF)于2025-04-02） （日语）.
73. ↑  . 箱根町役場. 2024  [2025-04-02]. （原始内容存档于2024-06-23） （日语）.
74. ↑  . 箱根町役場.   [2025-04-02]. （原始内容存档于2025-04-02） （日语）.

## 外部連結
- （繁體中文） 箱根町觀光協會
- （简体中文） 箱根町觀光協會
- （日語） 箱根地區嚮導箱根町を舞台とした作品
- Tokyo Day Trip-Kanagawa Travel Info （页面存档备份，存于）
- OpenStreetMap上有關箱根町的地理